# Władysław Atroszenko
Władysław Anatolijowycz Atroszenko, ukr. Владислав Анатолійович Атрошенко (ur. 5 grudnia 1968 w Czernihowie) – ukraiński polityk i przedsiębiorca, w 2005 przewodniczący Czernihowskiej Obwodowej Administracji Państwowej, poseł do Rady Najwyższej IV, VII i VIII kadencji, mer Czernihowa.

## Życiorys
W 1993 ukończył Charkowski Instytut Lotniczy, uzyskał później magisterium z zakresu administracji publicznej. Od 1994 związany z prywatnym biznesem, obejmował dyrektorskie stanowiska w różnych przedsiębiorstwach. W 2002 został doradcą przewodniczącego Ukraińskiego Związku Przemysłowców i Przedsiębiorców Anatolija Kinacha.
W 2002 uzyskał mandat deputowanego z ramienia Bloku Nasza Ukraina. Od lutego do grudnia 2005 sprawował urząd gubernatora obwodu czernihowskiego. Kierował też regionalną organizacją Ludowego Związku „Nasza Ukraina”. Po odwołaniu powrócił do biznesu, został m.in. przewodniczącym rady nadzorczej koncernu spożywczego Chlib Kijewa. W 2012 po raz drugi wybrany do parlamentu, wygrywając jako kandydat niezależny w jednym z okręgów obwodu czernihowskiego. Dołączył do frakcji poselskiej Partii Regionów, z której wystąpił w 2014 po wydarzeniach Euromajdanu. Zaangażował się następnie w swoim regionie w kampanię prezydencką lidera opozycji Petra Poroszenki, następnie stanął na czele obwodowej organizacji prezydenckiej Partii Solidarność. W październiku 2014 jako kandydat Bloku Petra Poroszenki z powodzeniem ubiegał się o poselską reelekcję. W listopadzie 2015 wygrał natomiast wybory na urząd mera Czernihowa (reelekcja w 2020).